# Canal-U
Canal-U est la plateforme audiovisuelle de l'enseignement supérieur et de la recherche. Plus de 350 institutions (universités, instituts, unités de recherches, musées…) utilisent cette plateforme pour héberger leurs contenus audiovisuels.

## Informations

### Organigramme
Soutenu par le ministère de l’Enseignement supérieur, de la Recherche et de l'Innovation, le site est réalisé et géré par le Centre de ressources et d'information sur les multimédias pour l'enseignement supérieur (CERIMES) jusqu'en décembre 2014. À la suite de la cessation d'activité du CERIMES, il est confié à la Fondation Maison des sciences de l'homme.

### Raison d'être
En juillet 2023, plus de 45 000 médias (audios et vidéos) peuvent être consultés en ligne, en accès libre et gratuit : des films documentaires ou pédagogiques, des conférences, par exemple celles de l'université de tous les savoirs, des expériences filmées, des entretiens avec des artistes, des cours filmés de médecine, des présentations d'ouvrages scientifiques… Ces médias sont organisés en sept grandes thématiques :
- économie et gestion ;
- environnement et développement durable ;
- lettres, arts, langues et civilisation ;
- sciences de la santé et du sport ;
- sciences fondamentales et appliquées ;
- sciences humaines, sociales, de l'éducation et de l'information ;
- sciences juridiques et politiques.

### Historique
Fin 1999, le projet Canal-U est né de la prise en compte par des universitaires, par la direction de la technologie du Ministère et par le Service du film de recherche scientifique (SFRS) du développement des technologies de diffusion de vidéo sur l'Internet et des vastes possibilités qu'elles peuvent offrir à la communauté universitaire. Un prototype, construit à partir des émissions des « Amphis de la 5ème » et de quelques conférences de l'Université de tous les savoirs, est proposé aux internautes en 2000 par le Vidéoscop de l'université Nancy-II. Durant cette période, le SFRS prépare le site de Canal-U, qui est mis en ligne en mars 2001.
Une nouvelle version du site Canal-U est mise en ligne au début de l'année 2022,.
En 2022, Canal-U comptabilise plus de 1 200 000 utilisateurs consultant plus de 3 750 000 pages.

### Qui produit les ressources?
Les ressources sont produites en majorité par les universités, les instituts de recherche, les établissements d’enseignement supérieur et de recherche et les Universités Numériques Thématiques.
Les ressources sur Canal-U sont accompagnées de métadonnées structurées conformément aux principes du FAIR. Pour l'indexation des auteurs et des mots-clefs, Canal-u s'appuie sur le référentiel IdRef de l'Agence Bibliographique de l'Enseignement Supérieur.
Grâce à la mise en place de webservices, les contenus de Canal-U peuvent être intégrés dans d’autres plateformes, notamment les espaces numériques de travail déployés dans les universités. Cette caractéristique s'inscrit dans la volonté du Ministère de développer l'usage des Technologies de l'information et de la communication pour l'éducation (TICE) et de favoriser l'interopérabilité des plateformes.

### Fonctionnalités pratiques
Canal-U propose des outils pratiques :
- fonction Mon compte pour s'abonner à des intervenants, à des chaînes ou à des mots-clefs,
- fonction playlist pour mémoriser et partager des sélections de vidéos,
- fils rss pour s’informer des nouvelles vidéos mises en lignes,
- podcasts,
- lecteur exportable pour diffuser les vidéos sur les blogs et pages web personnelles.
- entrepôt OAI (Open Archives Initiative)

### Contributeurs
Canal-U est un projet ouvert au monde universitaire. En 2023, près de 350 contributeurs participaient au projet, comme : Campus Condorcet, la Cinémathèque française, le CNED, le Collège de France, l'École Normale Supérieure de Lyon, ENS Paris, Enssat, ESPCI ParisTech, le PRES - Université de Toulouse, l'université Bordeaux Segalen, l'université d'Angers, l'Université d'Avignon et des Pays de Vaucluse, l'université de La Réunion, l'université de Nice Sophia Antipolis, l'université de Provence, l'université de tous les savoirs, l'université Lille 1, l'université Lyon 3, l'université Paris 1 Panthéon-Sorbonne, l'université Paris Diderot, l'université Paul Verlaine Metz, l'université Pierre et Marie Curie, l'université Rennes 2, l'université Toulouse le Mirail, l'UNT UNISCIEL, l'UNT UNIT, le LPED, le Printemps de la donnée, l'Association Mélanges caraïbes, la FMSH, la MSH Bordeaux, l'UNT UVED, etc.

### Note
1. ↑  Source Xiti.